# Смирнова, Наталья Владимировна
Наталья Владимировна Смирнова (род. 11 мая 1979, Новочебоксарск, Чувашская АССР) — российская спортсменка, чемпионка и призёр чемпионатов России по вольной борьбе, призёр чемпионатов Европы, Заслуженный мастер спорта России.

## Биография
Член сборной команды страны с 2002 по 2012 год. В 2012 году завершила спортивную карьеру. Старший тренер юниорской сборной команды России.

## Спортивные результаты
- Чемпионат России по женской борьбе 2012 года — ;
- Гран-при Ивана Ярыгина  2012 года — ;
- Чемпионат России по женской борьбе 2011 года — ;
- Чемпионат России по женской борьбе 2009 года — ;
- Гран-при Ивана Ярыгина 2009 года — ;
- Чемпионат России по женской борьбе 2008 года — ;
- Гран-при Ивана Ярыгина 2008 года — ;
- Чемпионат России по женской борьбе 2007 года — ;

## Семья
Сестра-близнец Смирновой Ольги Владимировны.